# Zenon Różewicz (lekarz)
Zenon Karol Różewicz (ur. 12 października 1891 w Sanoku, zm. 13 listopada 1939 w Starym Bielsku) – polski doktor medycyny, chirurg i rentgenolog, działacz społeczny, kapitan lekarz Wojska Polskiego.

## Życiorys
Zenon Karol Różewicz urodził się 12 października 1891 w Sanoku. Był synem Karola (artysta malarz, 1864-1903) i Józefy Anieli z domu Ullsperger. Miał rodzeństwo: Jana Stefana (ur. 1890, inżynier), Michała Romana (1893–1894), Jadwigę Teresę (ur. 1894). Ojcem chrzestnym Jana i Zenona Różewiczów był Aleksander Piech (brązownik w Sanoku). Na początku XX wieku zamieszkiwał wraz z matką i rodzeństwem w Sanoku przy ulicy Jagiellońskiej.
Uczył się w C.K. Gimnazjum w Sanoku, gdzie w 1909 ukończył VIII klasę i zdał z odznaczeniem egzamin dojrzałości (w jego klasie byli m.in. Karol Friser, Jakub Mikoś, Władysław Owoc, Jan Scherff, Stanisław Sinkowski, Zygmunt Wrześniowski, Karol Zaleski). Uchwałą Rady Miejskiej w Sanoku z 1910 został uznany przynależnym do gminy Sanok. W 1915 ukończył we Lwowie studia medycyny uzyskując stopień naukowy doktora.
W czasie I wojny światowej został powołany do służby w C.K. Armii, mianowany nadlekarzem z 1 listopada 1915 i do 1918 był przydzielony do Szkoły Aplikacyjnej Lekarzy Wojskowych. Po odzyskaniu przez Polskę niepodległości został skierowany do służby w Szpitalu Okręgowym w Krakowie. Pod koniec 1919 przeniesiono go do szpitala wojskowego w Dziedzicach, gdzie służył do końca funkcjonowania tegoż w 1922. Według stanu z 1 czerwca 1921 w stopniu kapitana służył w Szpitalu Etapowym Nr 61. W trakcie powstań śląskich udzielał pomocy medycznej uczestnikom tych walk. W Wojsku Polskim został zweryfikowany w stopniu kapitana lekarza w korpusie oficerow rezerwy sanitarnych ze starszeństwem z dniem. W 1923, 1924 był w rezerwie 8 Batalionu Sanitarnego z Torunia. W 1934 jako kapitan rezerwy był przydzielony do kadry zapasowej 8 Szpitala Okręgowego i pozostawał wówczas w ewidencji Powiatowej Komendy Uzupełnień Bielsko.
Od 1922 pracował jako lekarz zakładowy w Kopalni Węgla Kamiennego „Silesia” i w Fabryce Zapałek „Silesia”. Od początku wykonywania zawodu lekarza był specjalistą chirurgiem, a później także rentgenologiem. W połowie lat 20. figurował jako lekarz w Żebraczy pod Czechowicami. W latach 20. został członkiem Związku Gospodarczego Lekarzy Polaków na Śląsku. Był członkiem Śląskiej Okręgowej Izby Lekarskiej. W latach 30. zasiadał w radzie lekarskiej przy dyrekcji Ubezpieczalni Społecznej w Bielsku na Śląsku. Do 1939 był lekarzem w Czechowicach-Dziedzicach pod numerem 454. Był aktywistą Macierzy Szkolnej Śląska Cieszyńskiego, członkiem miejscowego gniazda Towarzystwa Gimnastycznego „Sokół”, Ligi Morskiej i Rzecznej, Funduszu Obrony Narodowej, opiekunem drużyny harcerskiej. Otrzymał tytuł honorowego członka Związku Powstańców Śląskich.
W okresie międzywojennym współpracował i przyjaźnił się z innym lekarzem wojskowym i społecznikiem mjr. dr. Bronisławem Wachulskim. W 1921 poślubił Julię Celta (pielęgniarka). Miał syna Zenona (ur. 1921, funkcjonariusz Milicji Obywatelskiej).
Po wybuchu II wojny światowej w czasie kampanii wrześniowej udał się do Warszawy. Po nastaniu okupacji niemieckiej powróciwszy do miejsca stałego zamieszkania uczestniczył w uroczystościach na cmentarzu w Dziedzicach ku czci powstańców śląskich w dniu 1 listopada 1939. Tydzień potem, 7 listopada 1939 był w gronie 75 osób aresztowanych przez Niemców w Czechowicach, w Dziedzicach i w okolicach. Według Leopolda Piesko doktor Różewicz został aresztowany wraz z trzema harcerzami, a przyczyną jego zatrzymania było rzekome przechowywanie munduru żołnierza Wojska Polskiego. 13 listopada 1939 został rozstrzelany w zbiorowej egzekucji pięciu osób (prócz niego czterech wspomnianych harcerzy i bielszczanin) na tzw. Kornowej Kępie w Starym Bielsku (miejsce określane wzgl. jako lasek starobielski).

## Upamiętnienie
Po zakończeniu wojny 23 września 1945 dokonano ekshumacji ofiar zbrodni, których szczątki pochowano w zbiorowym grobie wojennym na cmentarzu parafii Najświętszej Maryi Panny Wspomożenia Wiernych w Dziedzicach przy ul. Legionów 5. Na tym samym cmentarzu został pochowany jego syn Zenon (zmarły tragicznie 2 października 1946) i żona Julia (1896-1965).
W 60 rocznicę śmierci doktora na ścianie zamieszkiwanego przez niego niegdyś domu przy ulicy Nad Wisłą 1 w Czechowicach-Dziedzicach odsłonięto tablicę upamiętniającą jego osobę. Przy ulicy Warszawskiej w Bielsku-Białej ustanowiono obelisk upamiętniający ofiary egzekucji z 13 listopada 1939.

## Odznaczenia
- Srebrny Krzyż Zasługi (15 września 1938, za zasługi na polu pracy w instytucjach ubezpieczeń społecznych)[47]

austro-węgierskie
- Srebrny Medal Zasługi Wojskowe na wstążce Krzyża Zasługi Wojskowej z mieczami (przed 1918)[22]
- Brązowy Medal Zasługi Wojskowe na wstążce Krzyża Zasługi Wojskowej (przed 1917)[21] z mieczami (przed 1918)[22]